# Abizanda (kommunhuvudort)
Abizanda är en kommunhuvudort i Spanien.   Den ligger i provinsen Provincia de Huesca och regionen Aragonien, i den nordöstra delen av landet, 400 km nordost om huvudstaden Madrid. Abizanda ligger 627 meter över havet och antalet invånare är 130.
Terrängen runt Abizanda är kuperad. Runt Abizanda är det mycket glesbefolkat, med 7 invånare per kvadratkilometer. Närmaste större samhälle är Graus, 13,0 km sydost om Abizanda. I omgivningarna runt Abizanda växer i huvudsak barrskog.